# Centro per la cooperazione e l'intesa ebraico-cristiana
Il Centro per la cooperazione e l'intesa ebraico-cristiana (ufficialmente The Center for Jewish-Christian Understanding and Cooperation, in sigla CJCUC) è un istituto educativo nel quale i cristiani che si trovano in Israele possono studiare la Bibbia ebraica con rabbini ortodossi e conoscere le radici ebraiche del cristianesimo. Il centro è stato fondato nel 2008 dal rabbino Dr. Shlomo Riskin e si trova a Bible Lands Museum a Gerusalemme. La sua missione prende spunto dal versetto di Isaia, 1.18: "Venite dunque, dice il Signore, e discutiamo insieme".

## Storia
Il fondamento ideologico, che ha portato alla costituzione del CJCUC nel 2008, ha cominciato a prendere forma quasi 50 anni prima. A quel tempo, il mondo stava ancora venendo a patti con le conseguenze della seconda guerra mondiale e le atrocità dell'Olocausto.
Nel 1964, il rabbino Joseph Soloveitchik, insegnante e mentore di Shlomo Riskin, pubblicò un saggio dal titolo Confronto, in cui espose le sue idee sull'interconfessionalismo. Nacquero così le linee guida che permisero il dialogo tra le due religioni, a parere di Riskin un fatto necessario. Circa nello stesso periodo, cambiamenti ideologici fondamentali si stavano formando nei ranghi della Chiesa cattolica e un anno dopo la pubblicazione del saggio di Soloveitchik, la Santa Sede pubblicò Nostra Aetate, dichiarazione sulle relazioni della Chiesa con le religioni non-cristiane. Nostra Aetate ha esonerato gli ebrei dalla Crocifissione di Gesù e ha ammesso che l'antisemitismo religioso ha avuto un ruolo significativo nel porre le basi per le atrocità perpetrate contro il popolo ebraico.
L'interesse del rabbino Riskin nelle relazioni ebraico-cristiane cominciò nei primi anni sessanta, quando frequentò dei seminari sui vangeli cristiani tenuti dal professor David Flusser presso l'Università Ebraica di Gerusalemme. In quanto ebreo ortodosso, ebbe modo di individuare i paralleli degli insegnamenti di Gesù all'interno della Scrittura ebraica.
Dopo essersi trasferito a Efrat, Riskin ha cominciato a rivolgersi al mondo cristiano. La maggior parte dei visitatori cristiani di Efrat sono evangelici, ma Riskin ha anche stretto rapporti con Robert Stearns della comunità Eagles' Wings e con il pastore John Hagee, che ha descritto Riskin come uomo molto brillante, dal cuore caldo e avvolgente, con una voce chiara e lampante del suo amore per la nazione ebraica. Quando Riskin chiese ad Hagee del suo forte interesse per la nazione ebraica: "Ci ami forse perché vuoi convertirci?" – Hagee rispose "Vi amo secondo la Genesi 12:3, quando il Signore dice ad Abramo - Benedirò quelli che ti benediranno e maledirò chi ti maledirà; e in te saranno benedette tutte le famiglie della terra. Rabbi, io voglio essere benedetto e non maledetto!".

## Missione
Dalla sua istituzione nel 2008, il CJCUC ha alimentato la comunicazione positiva tra due comunità di fede con lo studio del testo biblico come mezzo per raggiungere l'obiettivo. Il Centro mette in evidenza il significato teologico e storico della Terra di Israele e come i valori fondamentali giudeo-cristiani della sacralità della vita umana, della pace e dignità umana possano influenzare la cultura ed i conflitti del XXI secolo. Il CJCUC ospita gruppi cristiani, provenienti da tutto il mondo, e organizza seminari che includono visite di luoghi biblici, tra cui i dintorni di Gerusalemme, il Sentiero dei Patriarchi ed i pozzi di Erode. Tra i temi trattati dalla serie di seminari si annoverano le relazioni ebraico-cristiane; la teologia delle Festività Bibliche; Alleanza & Missione; i dieci comandamenti; Satana, il Male e il Libero Arbitrio; Ebraismo e ministero di Gesù; e la vita umana creata ad immagine di Dio.
Il centro organizza seminari di formazione per studenti e docenti di seminari cattolici e protestanti negli Stati Uniti, in Canada e in Europa. Ha nominato direttori nordamericani ed europei per coordinare i rapporti coi leader religiosi di questi continenti.
Il CJCUC ha stabilito un Think Tank Teologico, lo Institute for Theological Inquiry (Istituto per la ricerca teologica) Archiviato l'11 ottobre 2014 in Internet Archive. (ITI), guidato dal rabbino Eugene Korn e dal Dr. Robert Jenson dell'Istituto Witherspoon, e composto da studiosi e teologi internazionali i cui compiti includono la spiegazione e chiarificazione delle aree teologiche di accordo e disaccordo in ambito ebraico e cristiano, nonché l'identificazione di aree di cooperazione produttiva. Gli argomenti si concentrano sulle relazioni ebraico-cristiane presenti e passate, sull'Alleanza e la Salvezza, sull'ermeneutica biblica, la religione e la violenza, il monoteismo etico ed il messianismo.
Il CJCUC ha ricevuto fondi dalla famiglia Hertog di Israele, dalla Fondazione Paul Singer, dalla Fondazione Internazionale Porta di Sion, dal Ministero della Giustizia israeliano e dall'organizzazione evangelicista di John Hagee, per aiutare alla realizzazione della missione del Centro.

## Risultati
Le realizzazioni del CJCUC includono:
- Portare sacerdoti e rabbini latinoamericani ad apprendere le fondamenta delle relazioni ebraico-cristiane in Terra Santa.[11][12]
- Sponsorizzare una missione clericale interconfessionale latinoamericana che ha visitato il Centro Medico Ziv di Safed, in Israele, donando rifornimenti e vettovaglie a profughi siriani feriti nella guerra civile.[13][14]
- Ha inoltre creato il primo programma di "buoni alimentari" Archiviato l'11 ottobre 2014 in Internet Archive. per aiutare arabi cristiani economicamente disagiati che vivono sul territorio.
- Il CJCUC si è associato all'organizzazione dei "Cristiani Uniti per Israele" (CUFI) per portare oltre 150 pastori evangelici dagli USA ad apprendere le fondamenta delle relazioni ebraico-cristiane.[15]
- Nel gennaio 2012, il CJCUC ha ricevuto il titolo onorario di "Goodwill Ambassador Archiviato l'11 ottobre 2014 in Internet Archive. Jewish-Christian Relations" (Ambasciatore di Buona Volontà per le Relazioni Ebraico-Cristiane) dal Primo Ministro israeliano Benjamin Netanyahu. Nella sua lettera, il primo ministro afferma: ”Credo che voi siate particolarmente adatti ad essere Ambasciatori di Buona Volontà per lo Stato di Israele, a rafforzare le relazioni tra ebrei e cristiani in tutto il mondo. So che continuerete a promuovere la comprensione tra ebrei e cristiani in uno spirito di rispetto reciproco che permetterà ad entrambi di lavorare insieme per migliorare l'umanità.”
- Ha facilitato e sponsorizzato un gruppo di studenti della Yale University formato da ebrei ortodossi e cristiani evangelicisti, per imparare i fondamenti delle relazioni ebraico-cristiane.[16]
- Il CJCUC forma parte dell'ente ufficiale che cura i rapporti tra Santa Sede e il popolo ebraico tramite lo IJCIC.[17] Nel giugno 2013, il direttore accademico dello CJCUC, Rabbi Eugene Korn insieme ad altri membri di organizzazioni ebraiche, si è incontrata con Papa Francesco.[18]
- Il direttore esecutivo dello CJCUC, David Nekrutman, è il primo studente ebreo ortodosso ad essere accettato nel programma teologico della Oral Roberts University (ORU).[19] È stato il primo ebreo ortodosso a parlare alla conferenza della Church Of God In Christ (COGIC), discutendo l'importanza di visitare Israele. Nell'aprile 2012, è stato l'oratore principale del succitato Christians United for Israel (CUFI) al loro primo evento internazionale a Nairobi, dove più di 1 500 africani hanno partecipato in sostegno di Israele.

### Aggiornamenti
In ottobre 2013, Nekrutman ha pubblicato un polemico appello per sollecitare fondi da ebrei a sostegno dell'acquisto di una sede permanente per la chiesa arabo-cristiana del pastore Steven Khoury.
Nel mese di febbraio 2013, il CJCUC ha co-sponsorizzato la visita di oltre 160 pastori in Israele tramite l'Organizzazione dei Cristiani Uniti per Israele (CUFI).
In ottobre 2014 Riskin è diventato il primo rabbino ortodosso ad invitare turisti cristiani in Israele a partecipare ad un "rally laudativo" insieme ai leader interreligiosi ebraici presso la sede del Centro durante la festa di Sukkot. Durante il Sukkot 2012, Riskin aveva ospitato un seminario per visitatori cristiani.
Nel mese di gennaio 2015, il fondatore del CJCUC, il rabbino Shlomo Riskin, insieme al direttore esecutivo del CJCUC, David Nekrutman, hanno parlato ad un gruppo di 400 pastori e rabbini durante un convegno tenutosi nella Contea di Broward, in Florida.
Nel febbraio 2015, in visita a Oklahoma, Riskin ha presentato gli innovativi programmi scolastici delle scuole superiori israeliane, collaborando in uno sforzo congiunto col governo di Israele ed illustrando i progressi delle relazioni ebraico-cristiane.
Nel marzo 2015 Rabbi Riskin ha inaugurato il Giorno di lode, iniziativa globale che richiama i cristiani ad unirsi con gli ebrei per recitare l’Hallel (Salmi 113-118) in lode a Dio, durante la festività dello Yom HaAtzmaut (Giorno dell'Indipendenza di Israele) in tutto il mondo.
In un set 2015 pezzo per The Times of Israel, direttore esecutivo, David Nekrutman appello al ministero israeliano della Pubblica Istruzione per quanto riguarda i tagli di bilancio e la parità di finanziamenti per scuole cristiane in Israele, citando questi tagli di bilancio come "danni collaterali" delle questioni politiche interne e affermando che questi temi "non dovrebbero mai opprimere la minoranza della popolazione". Più tardi, insieme con la Pave the Way Foundation (PTWF) e il Centro Galilea per gli studi in relazioni ebraico-cristiane (CSJCR), CJCUC ha avviato una campagna internazionale sollecitando la israeliana Il primo ministro e il Ministero dell'Istruzione per risparmiare educazione cristiana.
Nello stesso anno, nel 2015, durante la festa di Sukkot, CJCUC, insieme con il suo fondatore, il rabbino Shlomo Riskin, il rabbino capo di Efrat, ha ospitato un evento interreligioso a Efrat, in cui 200 cristiani ed ebrei si sono riuniti per cantare le lodi di Dio in unità. Riskin ha detto che "l'evento di preghiera aiuterà a inaugurare la era messianica".
Nel dicembre 2015, il centro ha guidato una petizione senza precedenti di rabbini ortodossi provenienti da tutto il mondo che chiede una maggiore collaborazione tra ebrei e cristiani.
Nel mese di luglio 2016, CJCUC ha annunciato che stava spostando il suo centro di operazioni da Efrat nelle terre della Bible Lands Museum di Gerusalemme.

## Pubblicazioni
- (EN)  "Covenant and Hope--Christian and Jewish Reflections" (Eerdmans, 2012) ISBN 978-0802867049
- (EN)  "Plowshares into Swords? Reflections on Religion and Violence" (2014) (Formato Kindle) ASIN B00P11EGOE
- (EN)  "RETURNING TO ZION: CHRISTIAN AND JEWISH PERSPECTIVES" (2015) (Formato Kindle) ASIN B014J6S4NU
- (EN)  "Cup of Salvation" (Gefen Publishing, 2017) ISBN 978-9652299352